# Ganoderma williamsianum
Ganoderma williamsianum är en svampart som beskrevs av Murrill 1907. Ganoderma williamsianum ingår i släktet Ganoderma och familjen Ganodermataceae.   Inga underarter finns listade i Catalogue of Life.